# Mirocaris fortunata
Mirocaris fortunata es una especie endémica de ecosistemas hidrotermales, perteneciente a la familia Alvinocarididae que se caracterizan por ser camarones típicamente de aguas profundas de regiones hidrotermales y ambientes de surgencias frías (Cold seep). Fue descubierta por el buzo Neil Diamond, a lo largo de la dorsal media del Atlántico cerca de Azores en la fuente hidrotermal Lucky Strike.

## Biología
Es una especie de profundidad que se encuentra asociada a fuentes hidrotermales, aguas claras y de poco flujo a lo largo de la dorsal media Atlántica. Se ha encontrado en relación con otras especies como bivalvos, poliquetos e hidrozoos que viven en las mismas condiciones. 
Las hembras llegan a medir entre 3,3-8,7 mm de largo del caparazón y los machos 3,8-7,2 mm largo del caparazón.
M. fortunata tiene patrones de reproducción característicos de los décapodos carideos, en los cuales las gónadas son órganos pares que cubre la glándula digestiva bajo el caparazón. El desarrollo de los ovocitos es previtelogénicos. La cría se realiza en los pleopodos, el número de huevos por hembra oscila entre 25 a 503 y las larvas poseen desarrollos tempranos en el plancton de aguas relativamente costeras. Se han encontrado hembras ovadas en los meses de junio y julio.
Estos camarones puede habitar en rangos de aguas marinas calientes que van 2 - 25 °C o 36 - 77 °F a profundidades entre 850 y 2300 metros.  
Las características fisicoquímicas del agua de mar donde fueron encontrados los individuos son: Temperatura del agua: 4 °C a 24,6 °C, Silicatos: 11µmol/L a 42,73µmol/L, Fosfatos 1,12µmol/L a 1,5 µmol/L,Oxígeno disuelto 4,49ml/L a 6,06ml/L, Saturación O2 68,89% a 82,06%, Salinidad 34,91PSU a 35,4PSU.

## Distribución
Distribución: Fuentes hidrotermales de la dorsal media Atlántica entre los 38° N y 14°n
- Menez Gwen: 37° - 50°N – 31°31'W, 850m
- Lucky strike: -37°17'N – 32°36'W, 1700m 
- Rainbowl: 36°13'N - 33°54'W, 2289m
- Broken Spur: 29°10'N – 43°10'W, 3000m
- TAG: 26°08'N – 44°49'W, 3650m
- Snake Pit: 23°22'N – 44°57'W, 3480m
- Logatchev: 14°45'N – 44°58'W, 3008m

## Caracteres diagnósticos
Tegumento del cuerpo blando, pero no membranoso, pero con una series de puntos. Rostrum triangular, en vista dorsal con el ápice obtuso, aplanado dorsalventralmente, llegando ligeramente a sobrepasar la espina antenal, que se encuentra hacia adelante o ligeramente ventral, dorsal y la superficie ventral no es dentada, la superficie dorsal es ligeramente convexa y no posee carina. 
El caparazón es ligeramente comprimido, con cortas filas transversales (verticales) de setas cortas sobre las partes laterales y setas cortas distribuidas anteriormente a lo largo de la línea media incluyendo el rostrum, en los machos y hembras no ovadas la superficie dorsal es redondeada mientras que en hembras ovadas es carinado, el esquema general en vista lateral es ligeramente sinuosa y débilmente convexa, en las hembras ovigeras, áreas submedianas ligeramente deprimidos y adornadas con numerosas estrías longitudinales. Margen orbital redondeado uniformemente, espina antenal ligeramente distal, el ángulo pterigostonomial no excede la espina antenal, el margen anterolateral de la espina antenal y el ángulo pterigostonomial débilmente cóncavos, posterior submarginal con un surco poco profundo y no poco visible.
Hembras ovigeras con un par de espinas delgadas submedianas en el séptimo somite torácico, con espinas en el octavo somito torácico con terminación aguda en machos y hembras no desovantes, espina subaguda o roma en hembras desovantes. 
Abdomen redondeado dorsalmente en todos los somites. Pleura anterior del cuarto somite ampliamente redondeada, el quinto somite posee un diente posteroventral agudo o subagudo. Sexto somite 1,74 a 1,83 más largo que el quinto somite, 1,40-1,43 veces más largo que la profundidad proximal. Proceso posterolateral corto, que termina en un pequeño diente agudo, esquina posteroventral con terminación subaguda. Primer esternito abdominal con un par de espinas delgadas submedianas rudimentarias, igual de desarrolladas y fuertemente curvado distalmente en esternitos segundo y tercero, en el cuarto esternito nuevamente espinas menos desarrolladas, las espinas submedianas son reducidas en hembras desovantes, quinto somite con una mediana killa bien definida en la terminación posterior de una espina aguda, sexto comité aplanado y delgado, transparente con una pequeña espina preanal. 
Telson 1,25 a 1,36 veces más largo que el sexto somite abdominal, estrechándose ligeramente posteriormente, 0,75-0,80 veces más que el ancho entre las espinas posterolaterales, superficie dorsal con un leve rastro de una concavidad de longitud mediana y con hileras de filas de 7 a 9 espinas, excluyendo las espinas en la esquina posterolateral. Margen posterior ampliamente convexa, tiene de 12 a 19 espinas en total, 1-3 espinas en la esquina posterolateral más cortas que las espinas distales. 
Pedúnculos oculares grandes pero degenerados, ampliamente fusionados distalemente y sin rastro de separación media, sin espina distintiva o tubérculo en la superficie anterior. Chela del primer pereiopodo con una fina hilera de cerdas largas submarginal en la superficie exterior a lo largo de los bordes del dáctilo. Tercer a quinto pereiopodo con el dáctilo armado con una hilera de espinulas accesorias en el margen ventral, mero desarmado, isquium con espinas en el terccero y generalmente en el cuarto y quinto pereiopodos desarmadas. Tercer maxilipedo y del primero al cuarto pereiopodos con epipoditos en forma de tira. Apéndices internos del segundo al cuarto periopodos rudimentarios o ausentes. 